# Megalopyge lecca
Megalopyge lecca is een vlinder uit de familie van de Megalopygidae. De wetenschappelijke naam van de soort is voor het eerst geldig gepubliceerd in 1890 door Druce.